# Временная петля (фильм, 2007)
«Временна́я петля» (исп. Los cronocrímenes, дословно — «Преступления во времени») — испанский фантастический фильм режиссёра Начо Вигалондо по собственному сценарию. Режиссёр также снялся в фильме в одной из ролей. Главный герой фильма проживает один и тот же день трижды, пытаясь вырваться из временной петли, в которой оказался.

## Сюжет

### Приключение в лесу
Гектор приезжает домой с покупками из магазина. Когда он поднимается наверх, чтобы отдохнуть, звонит телефон, но на том конце молчат. При этом Гектор с женой только что переехали в новый дом и их номер ещё никто не знает. Позже, сидя внизу на лужайке у своего дома, Гектор случайно видит в бинокль полуобнажённую девушку в лесу напротив. Ведомый любопытством, он решает проверить, что происходит, пока жена ездит по магазинам.
Найдя девушку уже полностью обнажённой и лежащей у камня, Гектор подходит к ней и тут же получает удар ножницами в плечо от незнакомца, чьё лицо спрятано за окровавленными бинтами. Убегая от него, Гектор забегает в неизвестную лабораторию, где в аптечке находит бинт и перевязывает рану. Позже он находит рацию, по которой неизвестный сообщает ему, что видит человека с бинтами на лице, который идёт в сторону дома. Он говорит, что Гектору лучше идти в здание силосной башни на вершине холма. Неизвестный даёт ему указания по рации. Когда Гектор оказывается в башне на вершине холма, он видит учёного с неизвестным аппаратом, который предлагает ему спрятаться в контейнере, наполненном белой жидкостью. Он говорит, что там преследователь не сможет его найти.

### Петля времени
В итоге Гектор перемещается во времени в прошлое, в утро того же дня. Выйдя из здания, он видит себя самого на лужайке дома рядом с женой. Хозяин лаборатории, назвав его Гектор Два, предлагает подождать, пока Гектор Один (тот, который сейчас в доме) таким же образом попадёт вечером к нему в лабораторию и переместится в прошлое, а Гектор Два тогда спокойно пойдёт к себе домой.
Оставшись один, Гектор Два сначала спокойно выжидает, но потом угоняет машину, чтобы помочь событиям произойти так, как они произошли. По дороге он обнаруживает ту самую девушку из леса, которая едет ему навстречу на велосипеде. Когда он останавливает машину, красный фургон сбивает его машину в овраг. Машина врезается в дерево, а у Гектора появляется рана на голове, из которой течёт кровь. Он снимает бинт с руки, перевязывает рану и понимает, что он и есть тот незнакомец с бинтами на голове, который его преследовал.
Далее Гектор повторяет всё, что делал тот незнакомец, пытаясь выманить Гектора Один из дома, начиная с того, что заставляет девушку, прибежавшую ему на помощь, раздеться, угрожая ей ножницами. После повторения событий Гектор Один убегает из леса. Гектор Два пытается найти девушку, но не может. Он подозревает, что та пошла в сторону его дома, и идёт за ней. На лестнице кто-то ударяет его деревянным столиком. На втором этаже в одной из комнат Гектор видит открытое окно и лестницу. Он выходит на крышу, но затем понимает, что девушка прячется в доме. Герой пытается поймать девушку, забирающуюся на крышу, и она падает на землю. Гектор видит тело своей жены Клары, которую узнаёт по её красному плащу. В отчаянии он выбегает из дома, садится в машину и едет в лабораторию. Там он преследует Гектора Один и, когда тот прячется в машине времени, допрашивает учёного.
Он узнаёт, что на самом деле было три Гектора, при этом Гектор Три прятался, когда Гектор Два вылезал из контейнера. Тогда Гектор переносится снова во времени, чтобы исправить совершённую им роковую ошибку (смерть жены). Так он становится Гектором Три.

### Гектор Три действует
Гектор Три, в свою очередь, наблюдает за действиями двух других Гекторов. Выходя из лаборатории, он садится в красный минивэн, которым таранит машину Гектора Два. Затем его находит девушка, сбежавшая от Гектора Два. Девушка говорит, что видела неподалёку дом (дом Гектора) и предлагает идти туда. Вместе с девушкой Гектор Три заходит в дом, где на него наталкивается его жена Клара. Гектор Три ставит лестницу на крышу, прячет жену в гараже и идёт разбираться с Гектором Два. Сначала он бьёт его деревянным столиком по голове, затем ведёт девушку в спальню, надевает на неё красное пальто жены, обрезает волосы ножницами и советует бежать на чердак. Затем Гектор Три спускается вниз, уводит жену на лужайку перед домом и ждёт развязки. Жена слышит звук падения с крыши, но Гектор просит её сохранять спокойствие. Гектор Два, решив, что убил свою жену, уезжает на машине в лабораторию. Гектор Три же с женой сидят в ночи на лужайке перед домом, ожидая скорого дождя и приезда полиции.

## В ролях
- Карра Элехальде — Гектор
- Кандела Фернандес — Клара
- Барбара Гоэнага — девушка
- Начо Вигалондо — учёный

## Награды и номинации
- 2007 — участие в конкурсной программе Каталонского кинофестиваля.
- 2008 — приз «Чёрный тюльпан» на фестивале фантастических фильмов в Амстердаме.
- 2008 — участие в Чикагском кинофестивале в категории «После заката».
- 2008 — второе место на кинофестивале Fant-Asia.
- 2008 — приз зрительских симпатий на Филадельфийском кинофестивале
- 2009 — номинация на премию «Гойя» за лучший режиссёрский дебют (Начо Вигалондо).
- 2009 — приз кинофестиваля в Жерармере за лучший видеофильм.